# Université Strayer
L'université Strayer (en anglais : Strayer University) est une université américaine dont le siège est situé à Herndon en Virginie.

## Historique

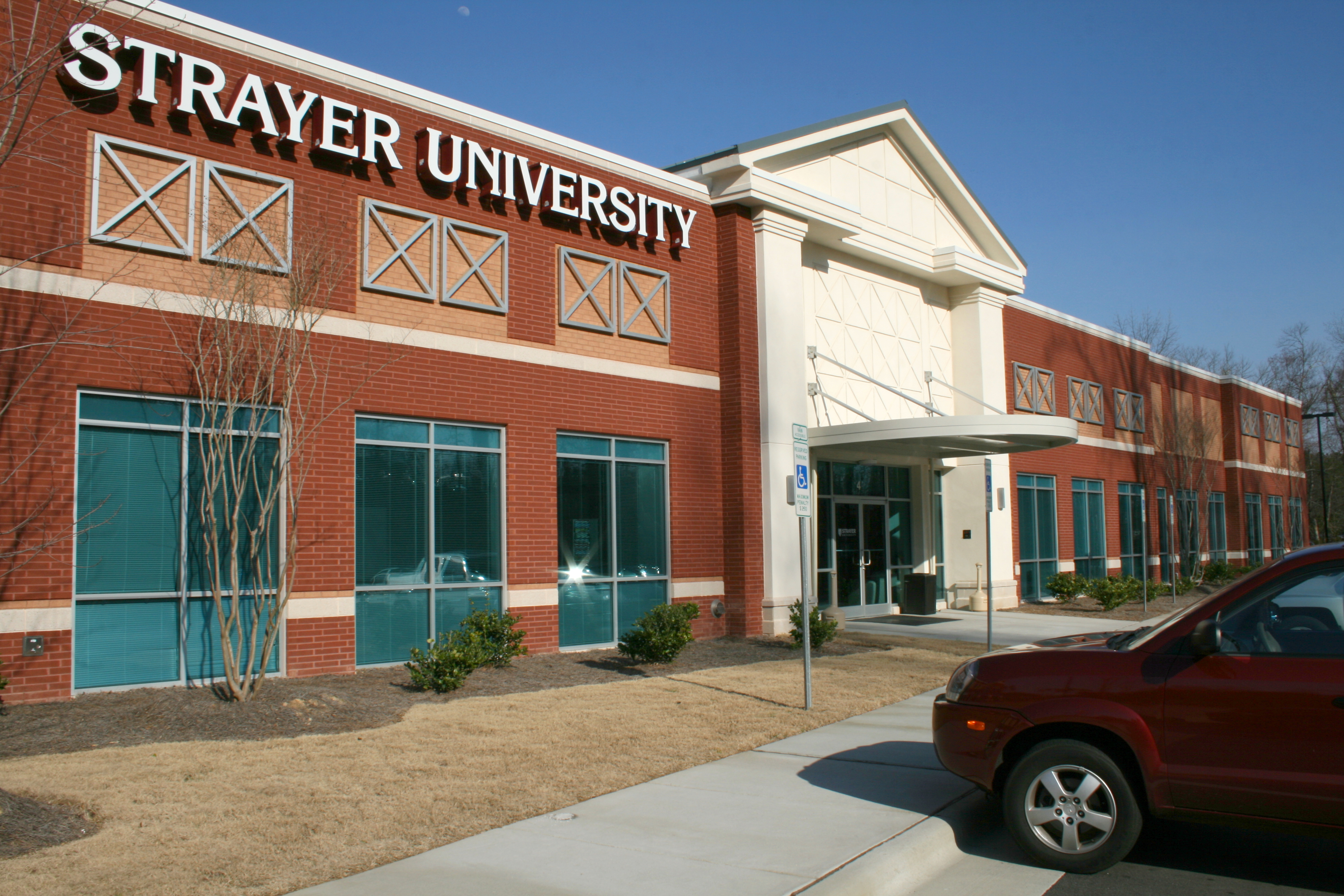
Campus de l'université Strayer à Morrisville en Caroline du Nord.

L'université a été fondée en 1892 par le docteur S. Irving Strayer (sous le nom de Strayer's Business College) dans la ville de Baltimore (Maryland).
Elle a connu une forte expansion dans les années 1980 et 1990 passant de 1 800 étudiants en 1981 à environ 9 000 en 1997.
Elle prend son nom actuel en 1998.
L'université continue son expansion durant les années 2000 pour atteindre 60 711 étudiants à l'automne 2010.
En octobre 2017, Strayer Education annonce sa fusion avec Capella Education, une entreprise dans le même secteur, dans une opération valorisée à 1,9 milliard de dollars.

## Campus
Avec un siège actuellement établi en Virginie, l'université Strayer dispose, en 2013, de 100 campus répartis dans 24 États américains.

## Source
- (en) Cet article est partiellement ou en totalité issu de l’article de Wikipédia en anglais intitulé « Strayer University » (voir la liste des auteurs).